# Paolo Borchia
Paolo Borchia (Negrar di Valpolicella, 27 maggio 1980) è un politico italiano, europarlamentare per la Lega dal 2019.

## Biografia
Laureato in scienze politiche all'Università di Padova con una tesi su "Anarcosindacalismo e catalanismo nella Spagna repubblicana (1931-1936)", dopo aver condotto la fase di ricerca all'Universitat Autònoma de Barcelona, inizia l'attività lavorativa nell'azienda di famiglia, operante nel settore del marmo, occupandosi di amministrazione e produzione; successivamente lavora come consulente per una società di servizi finanziari.
Nel 2010 si trasferisce a Bruxelles, iniziando la carriera al Parlamento europeo come assistente parlamentare accreditato di Lorenzo Fontana.
Nel 2016, diventa consigliere politico per il gruppo Europe of Freedom and Nations (ENF), occupandosi dell'attività legislativa della commissione per l'industria, la ricerca e l'energia (ITRE) e della commissioni per i trasporti e il turismo (TRAN).

### Attività politica

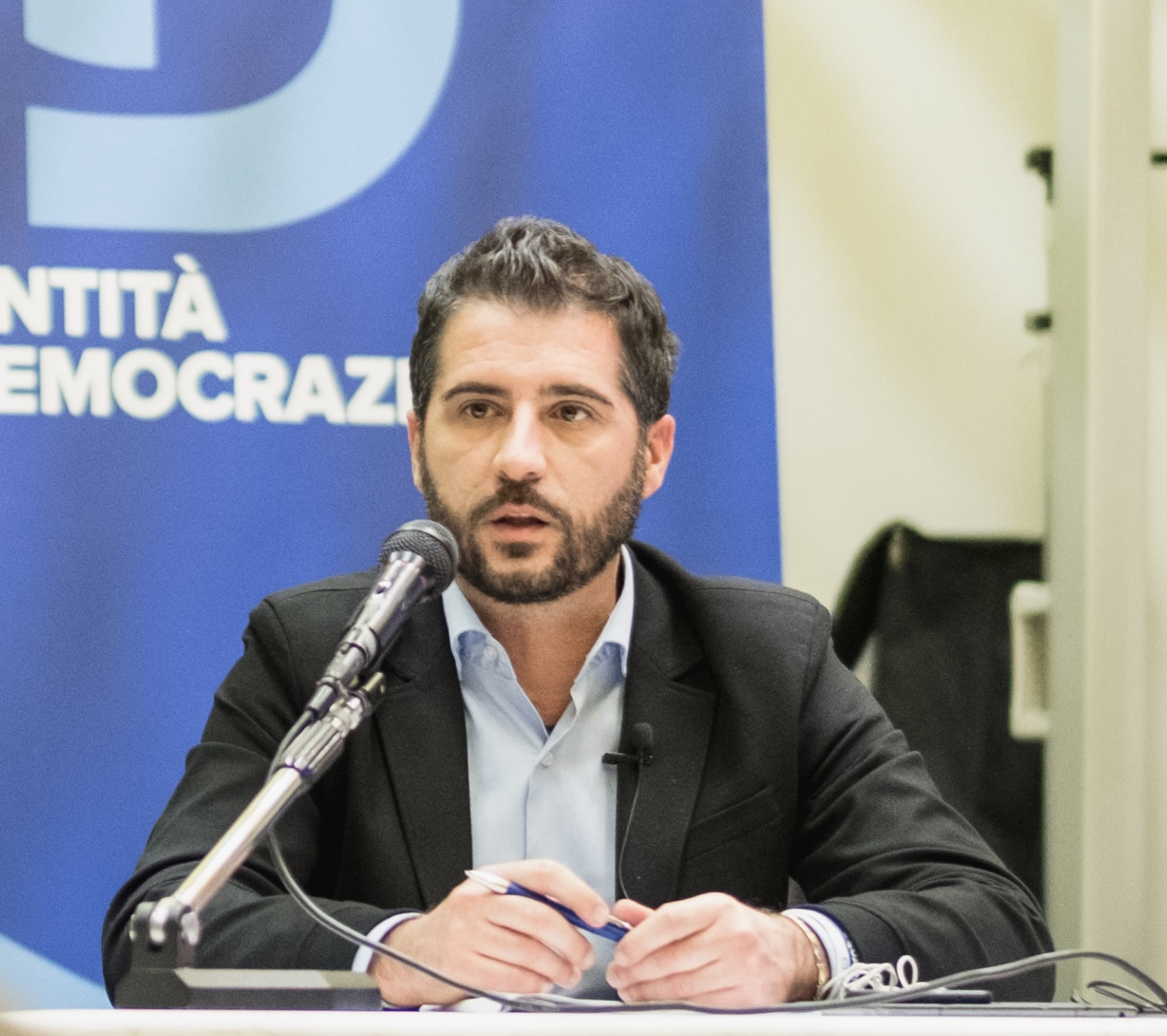
Borchia nel 2019

Nel luglio 2018, il Consiglio federale della Lega ratifica la sua nomina a Capo del dipartimento Lega nel Mondo, struttura del movimento che si occupa della gestione dei Connazionali all'estero e del coordinamento dei gruppi di lavoro in altri paesi.
Candidato alle elezioni europee, viene eletto nella circoscrizione Italia Nord-orientale con 37.441 preferenze. Per il gruppo Identità e Democrazia, diventa coordinatore della Commissione per l'Industria, la ricerca e l'energia e membro della Commissione per i trasporti e il turismo e della delegazione all'Assemblea parlamentare euro-latinoamericana.
Alle elezioni europee del 2024, si ricandida come capolista della Lega nella circoscrizione nord-orientale. Con oltre 23.500 preferenze raccolte, risulta il primo dei non eletti; tuttavia, ottiene un seggio in seguito alla rinuncia da parte di Roberto Vannacci, che aveva scelto la circoscrizione nord-occidentale. Viene quindi eletto capo delegazione del partito al Parlamento europeo.